# Charles Sibley
Charles Gald Sibley  (7 de agosto de 1917 - 12 de abril de 1998) foi um biólogo molecular e ornitólogo norte-americano. Teve uma enorme influência sobre a classificação científica das aves, e o trabalho que Sibley iniciado alterou substancialmente a nossa compreensão da história evolutiva das aves modernas.
A Taxonomia de Sibley-Ahlquist tem exercido uma grande influência sobre as orientações adotadas pelas organizações ornitológicas, especialmente a American Ornithologists' Union.